# ホースケア
ホースケアは地方競馬の法人馬主である。正式名称は「有限会社ホースケア」、登録名は「（有）ホースケア」。おもに東海地区を中心に、全国各地の地方競馬で競走馬を所有し、出走させている。JRAの馬主資格は所有していないが、交流競走でJRAに出走させることもある。

## 特徴
グリーンチャンネルの「全国競馬便り」のゲスト解説などを務めた中村義則が、「知識やノウハウを広く活用したい」との思いでスタートさせたという。登記上の代表者は中村文正である。預託先は笠松、名古屋、佐賀、盛岡、金沢が中心で、このうち笠松の山中輝久厩舎所属馬に活躍馬が多い。
南関東に競走馬を所有していない理由として、「ある方から『南関東に置かない理由は？』と問われたことがありますが、こうした事情に加えて、調教師の意識の問題も理由の1つです。南関東も以前と違って『黙っていても馬は集まる』という状況ではなくなっていますが、『使うだけの馬を入れるほど困っていない』と、ハッキリ言う調教師が少なくありません。」と述べている。
ホースケアの特徴として挙げられるのは、幼駒をセリや庭先取引で購入するJRAの一般的な馬主と違い、ほかの馬主が何らかの理由で手放したい競走馬を査定の上購入し、所有していることである。これについてホースケアは、地方競馬は地区によってクラス編成や競走条件が異なるため、その馬にとって適切な地区に移籍すれば、成績が振るわない馬でも改善が見込めるとしている。馬を査定して購入し、その能力に応じた出走形態で投資額の回収を目指すという方針は、JRAの一般的な馬主よりもビジネス的な色合いが強い馬主活動である。現在の地方競馬においては賞金の低下などの事由によって新馬の需要は減少傾向であり、現役競走馬のトレードが競走馬の購入方法として主流となっていることからもそのような時流に乗った馬主であるとも言える。
もうひとつの特徴として挙げられるのは、競走馬の所有数、出走回数が非常に多い点である。出走回数は2006年から2014年まで8年連続で全馬主中1位であり、2010年の出走回数は2006年時の約3倍にまでなっている。これは前述した競走馬の所有形態に関連しており、より多く出走させて出走手当を得るためである。例えば2010年の出走回数4801に、地方競馬で最低とされる出走手当27,000円で当てはめた場合でも約1億3,000万円、相場とされる平均6万円を当てはめれば約2億8,800万円となり、いずれにせよ収得賞金約1億1,500万円を上回る。馬単体で見た場合も、たとえばミーシャトウショウはホースケアが所有してから9か月で31戦に出走し、収得賞金は90万円足らずだが、出走手当は200万円程度と、賞金をはるかに上回る額になる。ちなみに預託料は9か月で170万円とのことで大幅なプラス収支になったとのことである。
賞金よりも出走手当への依存が大きい事業形態であるために競走に勝つことよりも出走機会の確保を重要視しており、完調でない場合でも競走馬を出走させていると考えられ、出走回数と反比例するかのように所有馬の勝率、連対率、複勝率はほかの馬主と比べて際立って低い。少なくとも2006年から2010年の5年間は、リーディングオーナーランキング上位100位以内のなかで勝率、連対率、複勝率のいずれかがホースケアの成績を下回った馬主は存在していない。
笠松、名古屋、金沢、高知にかなりの馬を持っており、とくに笠松は2レースに1頭所有馬が出走している計算になる。
出走回数の多さとそれにともなう過密なローテーションは重賞での活躍馬も例外ではなく、勝ち頭のエレーヌでさえも移籍以降の現役期間約9カ月に12競馬場で20戦に出走し、中4日で園田から水沢へと転戦したことがあった。エレーヌは最終的に2010年9月21日の門別競馬場で行なわれたノースクイーンカップに出走後心不全で死亡している。同じく重賞勝ち馬のトウホクビジンも中3日での出走経験があった。
この点について「陸上競技のオリンピック選手が毎週のようにレースに出場することは無理があっても、中学生の運動会レベルなら毎週でも走れるのではないか」と主張している。

## 主な所有馬
- エレーヌ（スプリングカップ、新緑賞、日高賞、ル・プランタン賞、のじぎく賞、東海ダービー、東海クイーンカップ、兵庫サマークイーン賞）
- トウホクビジン（若草賞、岐阜金賞、姫路チャレンジカップ、絆カップ、シアンモア記念、クイーン賞3着）
- コロニアルペガサス（若草賞、園田クイーンセレクション）
- モエレトゥループ（ジュニアクラウン）
- コアレスバトラー（ライデンリーダー記念）
- オンネトー（きんもくせい特別　3着）
- タッチデュール（ジュニアクラウン、プリンセス特別、兵庫クイーンカップ、くろゆり賞）
- フラッシュモブ（ひまわり賞）
- ティープリーズ（秋風ジュニア、ジュニアクラウン、ジュニアキング）
- ナラ（岐阜金賞3着、ぎふ清流カップ3着）

このほかの所有馬には「ニシノ」「セイウン」の冠名を使用する西山茂行が中央競馬で所有していた馬が少なくないが、西山によれば仲買業者を通して処分しており、転売先については関知していないという。